# Brigitte Haasová
Brigitte Haasová (* 27. prosince 1964 Vaduz) je lichtenštejnská politička a právnička. Je členkou Vlastenecké unie a od roku 2025 je předsedkyní lichtenštejnské vlády.
Vyrůstala v Schaanu, kde její rodiče vlastnili obchod s keramikou. Je sestřenicí emeritního vaduzského arcibiskupa Wolfganga Haase. Právnické vzdělání získala na Curyšské univerzitě. Pracovala pro státní správu (Liechtensteinische Landesverwaltung) na stavebním úřadě a u soudu, byla asistentkou policejního náčelníka. Pět let byla zaměstnána na odboru školství a zabývala se odbornými maturitami. Byla také členkou poradního výboru pro záležitosti Evropského sdružení volného obchodu. V roce 2001 nastoupila do Lichtenštejnské obchodní a průmyslové komory, v roce 2005 se stala zástupkyní ředitele a v roce 2019 ředitelkou komory. Působila také ve vedení divadla Theater am Kirchplatz v Schaanu a ve správní radě Historické asociace pro Lichtenštejnské knížectví.
V roce 2024 oznámil předseda lichtenštejnské vlády Daniel Risch, že nebude usilovat o další funkční období. V čele kandidátky Vlastenecké unie ho nahradila Brigitte Haasová, která stranu dovedla k vítězství ve volbách v únoru 2025. Na zasedání lichtenštejnského parlamentu 10. dubna 2025 byla jako první žena v historii země zvolena do čela vlády a vytvořila koaliční kabinet s Pokrokovou občanskou stranou. Je stoupenkyní ekonomického liberalismu a za svůj politický vzor označila Doris Leuthardovou. Ve funkci se chce zaměřit na integraci Lichtenštejnska do mezinárodních organizací, podporu vzdělávání a zlepšení komunikace vlády s občany.
Brigitte Haasová je vdaná a žije ve Vaduzu.